# Olloix
Olloix ist eine französische Gemeinde mit 325 Einwohnern (Stand: 1. Januar 2022) im Département Puy-de-Dôme in der Region Auvergne-Rhône-Alpes. Olloix gehört zum Arrondissement Clermont-Ferrand und zum Kanton Orcines (bis 2015: Kanton Saint-Amant-Tallende).

## Geographie
Olloix liegt etwa 17 Kilometer südsüdwestlich von Clermont-Ferrand. Die Gemeinde wird im Norden durch den Fluss Monne begrenzt. Umgeben wird Olloix von den Nachbargemeinden Cournols im Norden, Saint-Saturnin im Nordosten, Saint-Sandoux im Osten und Nordosten, Ludesse im Osten und Südosten, Montagiut-le-Blanc im Süden sowie Saint-Nectaire im Westen und Südwesten.
Im Gemeindegebiet liegen die Bergspitzen des Puy d'Olloix (1.002 m), Ozenne (914 m) und Marquerole (840 m).

## Bevölkerung
| Jahr                       | 1962 | 1968 | 1975 | 1982 | 1990 | 1999 | 2006 | 2012 |
| Einwohner                  | 197  | 174  | 170  | 195  | 191  | 227  | 288  | 316  |
| Quellen: Cassini und INSEE |      |      |      |      |      |      |      |      |

## Sehenswürdigkeiten
- Kirche Saint-Jean-Baptiste
- Reste der früheren Kommandantur des Johanniterordens

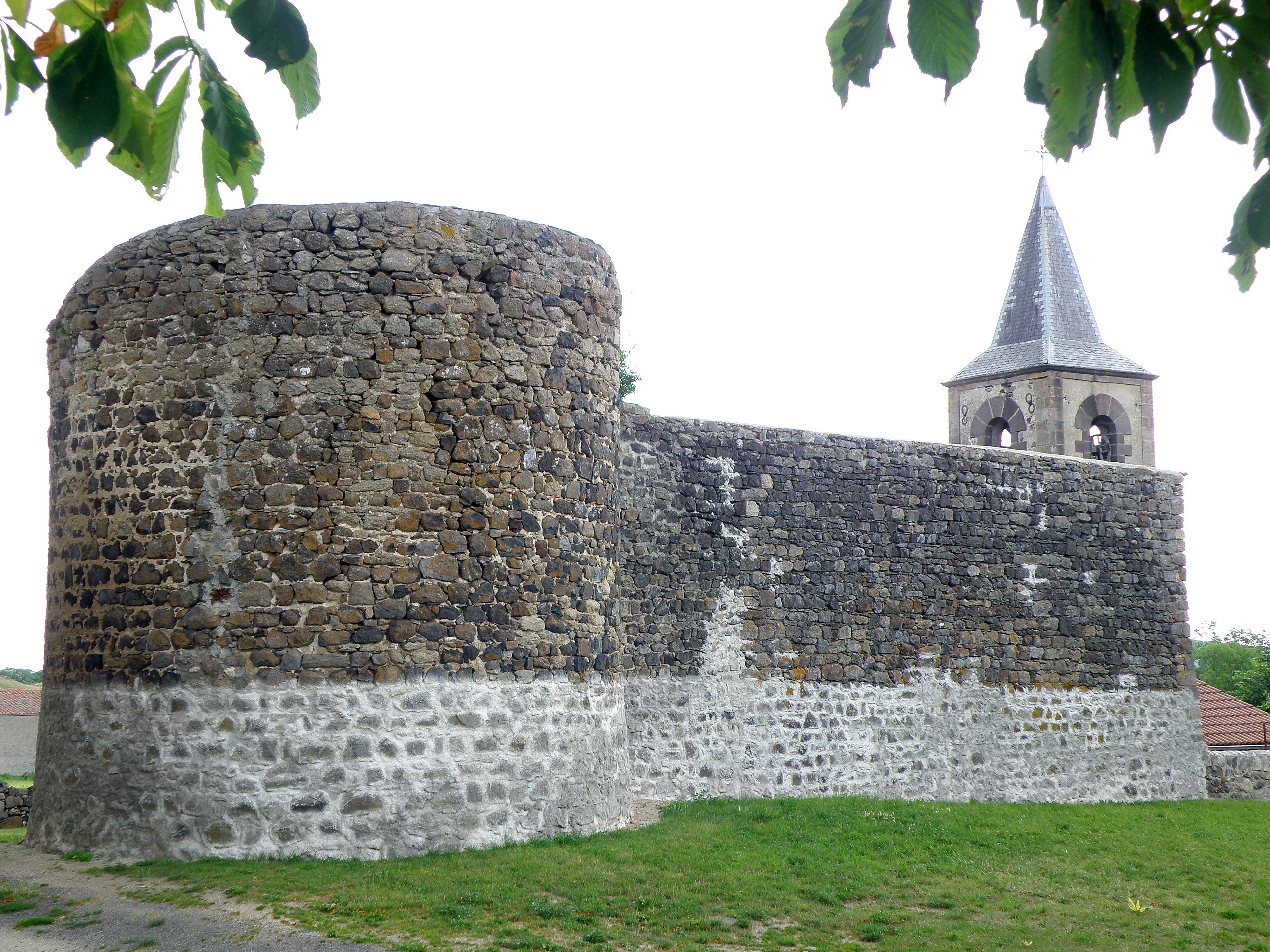
Kommandantur des Johanniterordens
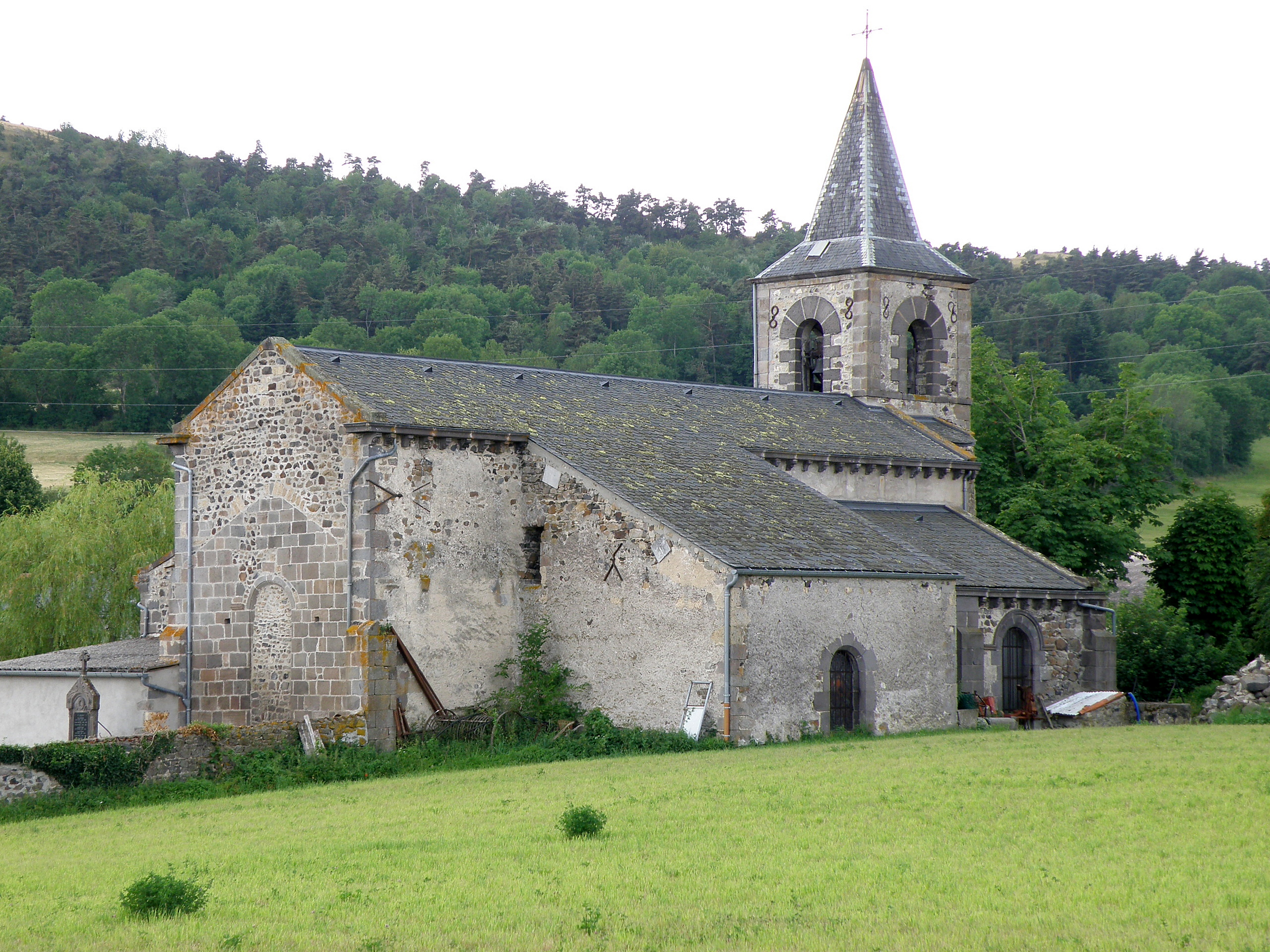
Kirche Saint-Jean-Baptiste